# Ringelsberg (Pfalz)
Der Ringelsberg ist ein 450 m ü. NHN hoher Berg des Pfälzerwaldes. Er liegt bei Frankweiler im rheinland-pfälzischen Landkreis Südliche Weinstraße. 

## Besonderheiten
Auf dem Berg befinden sich die Burgruine Alt-Scharfeneck und die Ringelsberghütte des Pfälzerwald-Vereins. Von der Panoramaterrasse der Hütte hat man einen herrlichen Ausblick in die Rheinebene, bei guter Sicht bis zum Odenwald und Schwarzwald. 

## Tourismus
Es gibt einige gut markierte Wanderwege rund um den Ringelsberg. Entlang seiner Südostflanke führen der Pfälzer Keschdeweg und ein solcher, der mit einem roten Balken gekennzeichnet ist und der eine Verbindung mit Siebeldingen sowie Neuleiningen schafft. Interessant ist ein Waldlehrpfad mit Informationen über den Lebensraum UNESCO Biosphärenreservat Pfälzerwald. In ein bis zwei Stunden Gehzeit sind verschiedene andere Hütten in der Umgebung erreichbar.

## Geologie
Markant ist der ehemalige Steinbruch von Frankweiler, der von Weitem sichtbar ist. Der gelbe Sandstein, eher untypisch für die Region, ist die östliche Grundmauer des Ringelsberges. Große Teile des Felsens auf dem die Burg Alt-Scharfeneck stand, wurden für den Festungsbau in Germersheim verwendet.